# Hyllisia rufipes
Hyllisia rufipes är en skalbaggsart som först beskrevs av Maurice Pic 1934.  Hyllisia rufipes ingår i släktet Hyllisia och familjen långhorningar. Inga underarter finns listade i Catalogue of Life.